# ژائو کامارا (ریو گراند دو نورته)
ژائو کامارا (به پرتغالی: João Câmara) یک شهرداری در برزیل است که در ریو گرانده شمالی واقع شده‌است. ژائو کامارا ۷۱۴٫۹۵۱ کیلومتر مربع مساحت و ۳۵٬۱۶۰ نفر جمعیت دارد و ۱۶۰ متر بالاتر از سطح دریا واقع شده‌است.